# Горбалі
Горбалі — село в Україні, у Бродівській міській громаді Золочівського району Львівської області. Відстань до обласного центру становить 93 км, що проходить автомобільними шляхами — міжнародного М06 та місцевого значень; на південь від центру громади становить 15 км, що проходить автошляхом місцевого значення. Відстань до найближчої залізничної станції Пониковиця становить 14 км.
Колишній орган місцевого самоврядування — Пониквянська сільська рада, якій підпорядковано села: Пониква, Боратин, Видра, Гаї-Суходільські, Горбалі, Липина, Орани, Переліски, Підгір'я, Сухота. Населення становить 27 осіб.

## Історія
12 червня 2020 року, відповідно до розпорядження Кабінету Міністрів України № 718-р «Про визначення адміністративних центрів та затвердження територій територіальних громад Львівської області», село увійшло до складу Бродівської міської громади.
19 липня 2020 року, в результаті адміністративно-територіальної реформи та ліквідації Бродівського району, село увійшло до складу новоствореного Золочівського району.

## Населення
За даними перепису населення 2001 року у селі мешкало 36 осіб. Рідною мовою назвали:
| Мова       | Кількість осіб | Відсоток |
| ---------- | -------------- | -------- |
| українська | 36             | 100,00 % |

Станом на початок 2005 року в селі мешкало 27 осіб.

## Політика
Голова сільської ради — Дзьоба Петро Миронович, 1957 року народження, вперше обраний у 2006 році. Інтереси громади представляють 20 депутатів сільської ради:
| Партія        | Кількість депутатів | Відсоток |
| ------------- | ------------------- | -------- |
| самовисування | 20                  | 100,00 % |